# Luftwaffenausbildungskommando
Das Luftwaffenausbildungskommando (LwAusbKdo) war eine dem Luftwaffenamt nachgeordnete Kommandobehörde der Luftwaffe. Dienstort des Stabes Luftwaffenausbildungskommando war die Luftwaffenkaserne in Köln-Wahn. Zum ersten Mal wurde das Kommando im Jahre 1970 aufgestellt. Es bestand bis 1994. Das „zweite“ Luftwaffenausbildungskommando wurde 2001 aufgestellt und 2013 aufgelöst. Auftrag, Aufgaben, Struktur und Personalumfang der beiden Kommandos unterschieden sich signifikant.

## Geschichte
Im Zuge der Gründung der Bundeswehr wurde zum 1. Juni 1956 das Kommando der Schulen der Luftwaffe in Fürstenfeldbruck aufgestellt. Es war direkt dem Bundesministerium der Verteidigung unterstellt und für die Bereitstellung der in erheblichem Umfang benötigten Ausbildungskapazitäten verantwortlich. Dem Kommando unterstanden 3 Flugzeugführerschulen, 3 Technische Schulen, 4 Luftwaffenausbildungsregimenter sowie die Offizierschule der Luftwaffe.
Ende 1961 war die Aufbauphase der Luftwaffe abgeschlossen. Die Luftwaffe rückte vom Prinzip der Ausbildung aus einer Hand ab, das Kommando der Schulen wurde aufgelöst. Seine Aufgaben übernahm das aus dem Allgemeinen Luftwaffenamt hervorgegangene Luftwaffenamt. Dessen Inspektion Erziehung und Ausbildung war für die Offizierschule, die Truppenschule und die Höhere Technische Schule der Luftwaffe zuständig. Der Inspektion Versorgung und Truppentechnik erhielt die Verantwortung für die technisch-logistische Ausbildung an der Technische Schule der Luftwaffe 3 und an Teilen der Technische Schule der Luftwaffe 1, während die Inspektion Führungsdienste für die Technische Schule der Luftwaffe 2, die Technische Schule der Luftwaffe 1 und das Fernmeldelehr- und Versuchs-Regiment 61 zuständig wurde.
Ab 1968 erfolgten weitere Änderungen der Führungsstruktur der Luftwaffe. Einsatzführung, Unterstützung und Allgemeine Aufgaben wurden ab 1970 bei der Luftwaffenstruktur 2 insgesamt drei Höheren Kommandobehörden, dem Luftflottenkommando, dem Luftwaffenunterstützungskommando und dem Luftwaffenamt zugeordnet.
Mit Wirkung zum 1. Oktober 1970 wurde das Luftwaffenausbildungskommando aufgestellt und dem Luftwaffenamt nachgeordnet. Zugleich wurde die Inspektion Erziehungs- und Bildungswesen in der Luftwaffe im Luftwaffenamt aufgelöst. Auftrag dieses Luftwaffenausbildungskommandos war die truppendienstliche Führung der unterstellten Schulen und Ausbildungsverbände für die allgemeinmilitärische und Laufbahnausbildung. Nicht zum Verantwortungsbereich des Ausbildungskommandos gehörten die Technischen Schulen der Luftwaffe. Die Technischen Schulen 1 und 3 wurden truppendienstlich den Luftwaffenunterstützungsgruppen Nord und Süd im Bereich des Luftwaffenunterstützungskommandos, die Technische Schule der Luftwaffe 2 dem Luftwaffenführungsdienstkommando unterstellt. Die fachliche Zuständigkeit für Lerninhalte, Prüfungsbestimmungen etc. in der lehrgangsgebundenen Einzelausbildung in der Luftwaffe verblieb im Luftwaffenamt. Diese Struktur hatte bis 1994 Bestand. Im Rahmen der Luftwaffenstruktur 4 wurde das Luftwaffenausbildungskommando mit Wirkung zum 31. März 1994 aufgelöst. Schulen und Ausbildungsregimenter waren danach direkt dem Luftwaffenamt nachgeordnet und dem stellvertretenden Amtschef truppendienstlich unterstellt.
Dieses Konstrukt bewährte sich in der Praxis nicht vollständig und so kehrte die Luftwaffe nach der Jahrtausendwende zum  Prinzip „Ausbildung aus einer Hand“ zurück.
Mit Wirkung zum 1. Oktober 2001 wurde wieder ein Luftwaffenausbildungskommando als eine dem Luftwaffenamt nachgeordnete Kommandobehörde auf Divisionsebene aufgestellt. Diesmal war das Luftwaffenausbildungskommando sowohl truppendienstlich als auch fachlich allen Ausbildungseinrichtungen der Luftwaffe vorgesetzt. Zudem nahm das Kommando querschnittliche Aufgaben war, wie zum Beispiel das Lehrgangsplatzmanagement.
Als im Rahmen der Luftwaffenstruktur 5 die Divisionsebene in der Luftwaffe beseitigt wurde, bedeutete dies auch das Aus für das Luftwaffenausbildungskommando. Es wurde zum 30. Juni 2013 aufgelöst.

## Unterstellte Einheiten
- Offizierschule der Luftwaffe in Fürstenfeldbruck
- Unteroffizierschule der Luftwaffe in Appen und Heide
- Technische Schule der Luftwaffe 1 in Kaufbeuren
- Technische Schule der Luftwaffe 3 in Faßberg
- Fachschule der Luftwaffe in Faßberg
- Luftwaffenausbildungsregiment in Roth.

## Aufgabe
Neben der truppendienstlichen Führung auf Divisionsebene war das Luftwaffenausbildungskommando als Fachkommando zuständig für die lehrgangsgebundene allgemeinmilitärische und militärfachliche Individualausbildung in der Luftwaffe und für die Luftwaffe.
(Diese Aufgabe wurde bis zur Neuaufstellung des Luftwaffenausbildungskommandos durch die Abteilung Personal, Ausbildung und Reservistenangelegenheiten im Luftwaffenamt wahrgenommen.)
In dieser Eigenschaft unterstanden den Luftwaffenausbildungskommando auch Ausbildungsanteile der Luftwaffe bei anderen Teilstreitkräften beispielsweise an der Infanterieschule oder der Luftlande- und Lufttransportschule des Heeres. Ferner erstreckte sich die Zuständigkeit auch auf Ausbildungseinrichtungen im Ausland. Dem Luftwaffenausbildungskommando waren im Rahmen einer „Koordinierungs- und Leitfunktion“ unterstellt:
- Deutsches Luftwaffenkommando USA/Kanada (DtLwKdo USA/CAN) in Fort Bliss (El Paso), USA;
  -  2. Deutsche Luftwaffenausbildungsstaffel in Pensacola (Florida), USA;
  -  3. Deutsche Luftwaffenausbildungsstaffel in Goodyear (Arizona), USA;
  -  Fliegerisches Ausbildungszentrum der Luftwaffe in Alamogordo (New Mexico), USA;
  -  Taktische Aus- und Weiterbildungszentrum Flugabwehrraketen Luftwaffe (ehemals Raketenschule der Luftwaffe) in El Paso, Texas, USA.

## Kommandeure

### 1970 – 1994
| Name                                 | von              | bis                |
| ------------------------------------ | ---------------- | ------------------ |
| Generalmajor Gerhard Langguth        | 1. Oktober 1970  | 31. März 1972      |
| Generalmajor Peter von Lillienskiold | 1. April 1972    | 30. September 1974 |
| Generalmajor Karl Hermann Friedrich  | 1. Oktober 1974  | 30. September 1978 |
| Generalmajor Gerd Haseloff           | 1. Oktober 1978  | 30. Juni 1984      |
| Generalmajor Jürgen Schreiber        | 1. Juli 1984     | 30. September 1986 |
| Generalmajor Jürgen Schnell          | 1. Oktober 1986  | 30. September 1987 |
| Generalmajor Siegfried Pacholke      | 1. Oktober 1987  | 30. November 1990  |
| Generalmajor Hartmut Olboeter        | 1. Dezember 1990 | 30. Juni 1994      |

### 2001 – 2013
| Name                            | von                | bis                |
| ------------------------------- | ------------------ | ------------------ |
| Brigadegeneral Bodo Blaas       | 1. Oktober 2001    | 21. September 2003 |
| Brigadegeneral Wolfgang Born    | 22. September 2003 | 28. Juni 2005      |
| Brigadegeneral Heinrich Geppert | 29. Juni 2005      | 22. März 2007      |
| Brigadegeneral Gerd Bischof     | 23. März 2007      | 30. Juni 2011      |
| Brigadegeneral Rainer Keller    | 1. Juli 2011       | 30. Juni 2013      |